# Goran Jagodnik
Goran Jagodnik (Capodistria, 23 maggio 1974) è un ex cestista sloveno.
Alto 202 cm, giocava come ala.

## Carriera
La sua prima esperienza è con la squadra di Capodistria, il Koper. Esordisce nel campionato sloveno nel 1991, disputando nove partite la prima stagione e quattordici la terza, con una media punti di 1,8 e 6,1.
Nel 1994 viene acquistato dalla Kovinotehna Polzela, con cui continua a giocare nel campionato sloveno per quattro stagioni. La sua media è di 11 punti nella prima, 17,7 punti nella terza e 19,6 nella quarta, quando la squadra cambia il nome il Savinjska Polzela. Quest'ultima esperienza gli dà la possibilità di trasferirsi all'estero, in Turchia, dove il Telekom Türk Ankara lo ingaggia. Con i turchi rimane una sola stagione.
Nel 2000 si trasferisce al Mydonose Kolejliler, con cui ottiene la migliore media punti in carriera (22), ma che poi lo cede all'Adecco Olympique di Losanna, in Svizzera. Dopo una breve parentesi in Russia, al Lokomotiv Mineralnye Vody, nel 2002 viene acquistato dai polacchi del Prokom Trefl Sopot, con cui disputa quattro campionati d'alto livello.
Nel 2006-07 cambia addirittura tre squadre, passando dal Dinamo Moscow Region alla Legea Scafati e infine all'Anwil Wloclawek. In seguito gioca per l'Hemofarm Vršac.
Con la maglia della nazionale slovena di pallacanestro ha disputato l'Europeo di Spagna 2007.

## Palmarès

### Squadra
- Campionato ceco: 1

ČEZ Nymburk: 2008-2009
- Coppa di Slovenia: 2

Hopsi Polzela: 1996
Union Olimpija: 2012
- Coppa di Polonia: 1

Prokom Sopot: 2006
- Coppa della Repubblica Ceca: 1

ČEZ Nymburk: 2009

### Individuale
- Polska Liga Koszykówki MVP: 1

Prokom Sopot: 2005-2006